# Anti-fusible
 (janvier 2016).
Si vous disposez d'ouvrages ou d'articles de référence ou si vous connaissez des sites web de qualité traitant du thème abordé ici, merci de compléter l'article en donnant les références utiles à sa vérifiabilité et en les liant à la section « Notes et références ».
Un anti-fusible est un composant électronique qui effectue la fonction inverse à celle d'un fusible. Alors qu'un fusible est initialement à l'état de faible résistance et est conçu pour interrompre un circuit électrique de façon permanente (typiquement lorsque le courant excède une valeur limite), un anti-fusible est initialement à l'état de haute impédance et est conçu pour créer un chemin électrique permanent (typiquement lorsque la tension électrique excède la consigne : par exemple par tension de claquage). 
Cette technologie a de nombreuses applications, notamment dans les mémoires OTP (One-Time Programmable, programmable une seule fois). Dans une telle mémoire, chaque bit est représenté par un anti-fusible. Dans une mémoire vierge, tous les anti-fusibles sont ouverts. Programmer le bit revient à "brûler" l'anti-fusible, c'est-à-dire le rendre passant. Une fois programmé, il est impossible de remettre un bit dans son état initial.